# Fenestrulina infundibulipora
Fenestrulina infundibulipora är en mossdjursart som beskrevs av Canu och Bassler 1929. Fenestrulina infundibulipora ingår i släktet Fenestrulina och familjen Microporellidae. Inga underarter finns listade i Catalogue of Life.